# Радослав Хорват
Др Радослав Хорват (1920. — 2004) био је редовни професор Електротехничког факултета у Београду. Истакао се радовима из теорије електричних кола.

## Биографија
Др Радослав Хорват је дипломирао електротехнику 1948. и математику 1959. године на факултетима Универзитета у Београду. Предавао је на Електротехничком факултету Универзитета у Београду од 1950. године, као редовни професор од 1971. 1956. године оснива предмет теорија електричних кола. Почетком 60-их година 20. века овоме се додаје и предмет синтеза електричних мрежа. 1962. године професор Хорват сарађује у оснивању Катедре за општу електротехнику Електротехничког одсека Техничког факултета у Бањој Луци. Заједно са ЕТАН-ом (данас ЕТРАН — Друштво за електронику, телекомуникације, рачунарство, аутоматику и нуклеарну технику) 1968. године у Београду организује International Symposium on Network Theory, први у низу сличних широм тадашње Југославије. Професор Хорват је био члан уређивачког одбора водећих часописа из области теорије елекричних кола International Journal on Circuit Theory and Applications и IEEE Transаctions Circuits and Systems.

## Књиге и стручни радови
Књиге професора Радослава Хорвата су класични универзитетски уџбеници, познати по јасном и прецизном стилу излагања.
- Теорија електричних кола, Грађевинска књига, Београд, 1959
- Специјална електрична кола, Завод за издавање уџбеника, Београд, 1965
- Синтеза електричних мрежа, Научна књига, Београд, 1970
- Анализа електричних кола у временском домену, Грађевинска књига, Београд, 1989

Као главни редактор:
- Међународни електротехнички IEC речник са терминима на српском језику, Савезни завод за стандардизацију, 1996-1997